# Eskil Ervik
Eskil Ervik (né le 11 janvier 1975 à Trondheim) est un patineur de vitesse norvégien. 

## Carrière
Ervik remporte la médaille de bronze aux Championnats du monde toutes épreuves à Hamar en 1999 et la médaille d'argent aux Championnats d'Europe en 2000 et 2006, à nouveau à Hamar. Il remporte à sept reprise le championnat norvégien toutes épreuves (2000, 2001, 2002, 2003, 2004, 2006 et 2007) et a également remporté une série de titres de champion norvégien en simple distance. Il est médaillé de bronze en poursuite par équipes aux Championnats du monde simple distance de patinage de vitesse en 2005.
Sous la direction de l’entraîneur américain Peter Mueller, , il établit le 15 octobre 2005 un nouveau record du monde en plein air sur 3 000 mètres, avec un temps de 3 min 44 s 90 à Inzell, ainsi qu'un record du monde (intérieur et extérieur) sur cette distance à Calgary avec un temps de 3 min 37 s 28. Huit jours plus tard, à Calgary, il bat le record du monde du 5 000 mètres avec un temps de 6 min 12 s 19. Il est également le premier patineur à réussir un 5 000 mètres avec des temps au tour inférieurs à 30 secondes. Ce fut un record du monde de courte durée, cependant, puisque Chad Hedrick patine encore plus vite lors de la course suivante. 

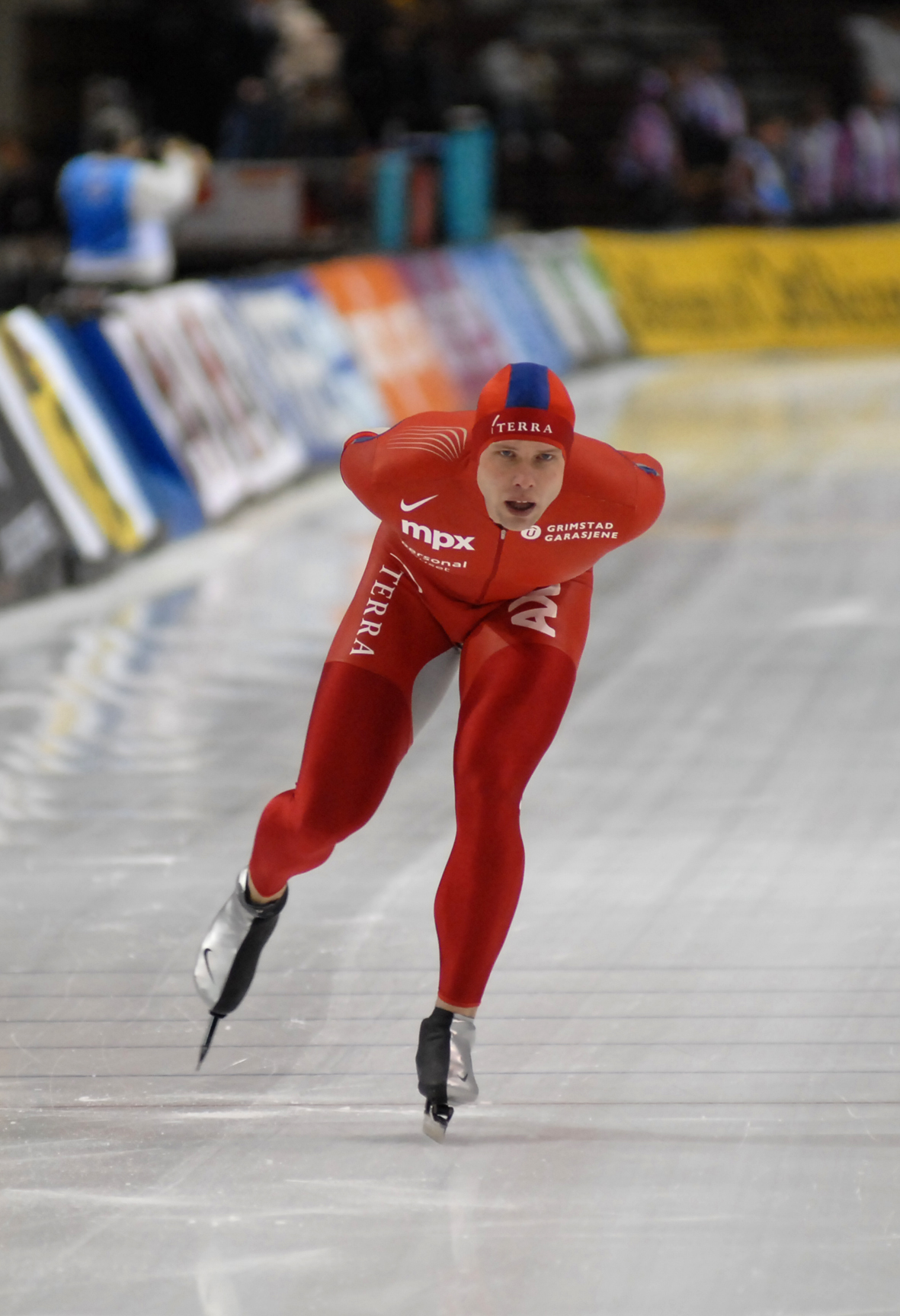

Le meilleur classement de Ervik à l'Adelskalender est une quatrième place brièvement occupée le 4 décembre 2005, lorsqu'il est devenu le deuxième patineur de l'histoire à patiner un 10 000 m en dessous de 13 minutes (mais 12 s 52 plus tard Enrico Fabris prend sa quatrième position). Ervik est pendant plusieurs années le meilleur Norvégien sur l'Adelskalender jusqu'à ce que Håvard Bøkko le dépasse en mars 2007. Au moment de prendre sa retraite du patinage de vitesse en avril 2007, Ervik occupe la huitième position chez Adelskalender.

## Records

### Records personnels
| Records personnels         |                |                  |                |                      |
| Patinage de vitesse hommes |                |                  |                |                      |
| Distance                   | Résultat       | Date             | Lieu           | Remarques            |
| 500 m                      | 37 s 03        | 18 mars 2006     | Calgary        |                      |
| 1 000 m                    | 1 min 13 s 41  | 31 décembre 2006 | Davos          |                      |
| 1 500 m                    | 1 min 45 s 73  | 19 mars 2006     | Calgary        |                      |
| 3 000 m                    | 3 min 37 s 28  | 5 novembre 2005  | Calgary        | Record du monde      |
| 5 000 m                    | 6 min 10 s 65  | 19 novembre 2005 | Salt Lake City | WR (battu plus tard) |
| 10 000 m                   | 12 min 59 s 69 | 4 décembre 2005  | Heerenveen     |                      |

Source: SpeedSkatingResults.com 

### Record du monde
| Distance | Temps         | Date            | Lieu    |
| -------- | ------------- | --------------- | ------- |
| 3 000 m  | 3 min 37 s 28 | 5 novembre 2005 | Calgary |

Source: SpeedSkatingStats.com 